# Краљевина Данска
Краљевина Данска је суверена држава коју чине Данска, Фарска Острва и Гренланд.

## Састав
Краљевство чине три конститутивна ентитета и то: Данска, која је суверена држава смештена на северу Европе, Фарска Острва — аутономни регион смештен у Норвешком мору и Гренланд — аутономни регион у североисточном делу Северне Америке.
| Застава | Грб | Територија       | Континент       | Површина км² | Становника (2023) | Администр. центар | Статус           |
| ------- | --- | ---------------- | --------------- | ------------ | ----------------- | ----------------- | ---------------- |
|         |     | Данска           | Европа          | 42.916       | 5.964.059         | Копенхаген        | Суверена држава  |
|         |     | Фарска Острва    | Европа          | 1.399        | 54.547            | Торсхавн          | Аутономни регион |
|         |     | Гренланд         | Северна Америка | 2.166.086    | 56.643            | Нук               | Аутономни регион |
|         |     |                  |                 |              |                   |                   |                  |
|         | -   | Краљевина Данска |                 | 2.210.579    | 6.075.249         | Копенхаген        |                  |

- Положај земаља Краљевства
- Земље Краљевства